# Dinocephalopsis garnieri
Dinocephalopsis garnieri – gatunek chrząszcza z rodziny kózkowatych i podrodziny zgrzypikowych. Jedyny przedstawiciel rodzaju Dinocephalopsis.

## Zasięg występowania
Występuje w Afryce Środkowej na terenie Kamerunu.

## Morfologia
Opisany osobnik miał 8 mm długości. 